# Iveta Bartošová
Iveta Bartošová (Čeladná, 1966. április 8. – Prága, Uhříněves, 2014. április 29.) cseh énekesnő. Számos alkalommal elnyerte a Zlatý slavík országos könnyűzenei verseny első (1986, 1990, 1991), illetve második helyezését (1987, 1988, 1989, 1999, 2000).

## Családja
Ikertestvére Ivana, bátyja Lumír Bartoš.

## Lemezei
- 1985 Knoflíky lásky
- 1987 I. B.
- 1989 Blízko nás
- 1990 Zpívání s Ivetou
- 1990 Closer Now
- 1991 Natur
- 1992 Václavák
- 1992 Top 13
- 1993 Tobě
- 1993 Malé bílé cosi
- 1996 Medové dny
- 1996 Čekám svůj den
- 1999 Ve jménu lásky
- 1999 Bílý kámen
- 2000 Jedna Jediná
- 2001 Jedna jediná - Zlaté album
- 2002 Iveta Bartošová vypráví pohádky Arturovi
- 2002 Hej pane diskžokej
- 2003 Dráhy hvězd - All Stars Disco
- 2005 Vánoční Iveta
- 2008 22
- 2009 Když ticho zpívá

## Fordítás
- Ez a szócikk részben vagy egészben a Iveta Bartošová című cseh Wikipédia-szócikk ezen változatának fordításán alapul.  Az eredeti cikk szerkesztőit annak laptörténete sorolja fel. Ez a jelzés csupán a megfogalmazás eredetét és a szerzői jogokat jelzi, nem szolgál a cikkben szereplő információk forrásmegjelöléseként.